# Charles Athanase Walckenaer

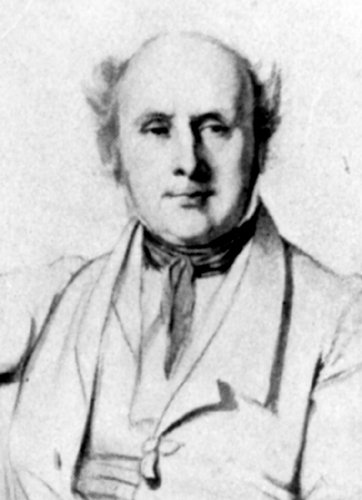
Charles Athanase Walckenaer

Charles Athanase Walckenaer (* 25. Dezember 1771 in Paris; † 28. April 1852 ebenda) war ein französischer Staatsbeamter und Wissenschaftler. Als Zoologe galt sein Interesse den Arthropoden, genauer den Spinnentieren. Darüber hinaus interessierte er sich für Philosophie, Geographie, Geschichte und Kunst. Als Autor und Schriftsteller hinterließ er ein Werk von enzyklopädischem Wert.

## Leben
Walckenaer wurde 1771 als unehelicher Sohn des königlichen Notars und Kunstmäzens Charles-Nicolas Duclos du Fresnoy und Anne Pajot de Villepenot, Marquise d’Asfeld, in Paris geboren. Sein Studium führte ihn zunächst an die Universitäten von Oxford und Glasgow. Während der Revolutionskriege diente er als Offizier und ab 1793 als Generalinspekteur der Armee für das militärische Transportwesen in den Pyrenäen, was er für seine naturwissenschaftlichen Studienreisen zu nutzen wusste. Als in seinem Gepäck englische Geräte gefunden werden und aufgrund seiner adeligen Abstammung wurde ihm vorgeworfen, ein englischer Spion zu sein. Als „Moderater“ versteckte er sich in der Folgezeit vor dem Terreur im Pariser Marais-Viertel und überlebte. Bis 1794 besuchte er technische Studiengänge an der École Nationale des Ponts et Chaussées und der neu gegründeten École polytechnique in Paris. Nach dem Ende des Terreur widmete er sich jedoch als Privatier wieder den Wissenschaften. 1813 wurde er zum Mitglied der Académie des Inscriptions et Belles-Lettres gewählt. 1814, während der Restauration, wurde er Bürgermeister des 5. Pariser Arrondissements und verfolgte eine politische Karriere. 1823 wurde er zum Baron geadelt. Er war von 1816 bis 1825 Generalsekretär der Präfektur der Seine, sowie 1826 Präfekt des Départements Nièvre und 1828 des Départements Aisne. Seine Absetzung im Jahr 1830 beendete seine politischen Ambitionen, so dass er sich anschließend wieder den Wissenschaften widmete.
1832 entdeckte und erwarb Walckenaer eine Karte von Amerika, die von dem spanischen Seefahrer, Kartograf und Entdecker Juan de la Cosa, einem Reisebegleiter des Christoph Kolumbus, im Jahre 1500 gefertigt worden war. Sie stellte sich später als die älteste existierende Karte Amerikas heraus. Walckenaer teilte seinen Fund umgehend Alexander von Humboldt mit, der darüber eine Abhandlung schrieb. Nach Walckenaers Tod wurde die Karte auf Betreiben Ramón de la Sagras von der spanischen Regierung angekauft. Anderen Aussagen zufolge fand Alexander von Humboldt diese Karte im Frühjahr 1832 in der Pariser Bibliothek von Walckenaer.
1839 wurde Walckenaer Konservator der Abteilung für Karten an der Königlichen Bibliothek in Paris und ab 1840 Sekretär auf Lebenszeit der Académie des Inscriptions et Belles-Lettres. 1832 war er Mitbegründer der Société entomologique de France, deren Präsident er in den Jahren 1835 und 1841 zwei Mal war.
Walckenaer heiratete am 25. Mai 1794 Joséphine Marcotte de Pyn. Sie hatten drei Kinder. Walckenaers Grab liegt auf dem Pariser Friedhof Père-Lachaise.

## Nach Walckenaer benannte Taxa
Sein Name fand auch durch die nahezu allgegenwärtige, artenreiche und häufige Gattung Walckenaeria der Zwerg- und Baldachinspinnen weltweite Verbreitung.

## Werke
- Essai sur l’histoire de l’espèce humaine. Paris: DuPont, 1798.
- La monde maritime (4 Bände, 1818).
- Recherches géographiques sur l’intérieur de l’Afrique septentrionale. Bertrand, Paris 1821 Digitalisat.
- Histoire générale des voyages (21 Bände, 1826–1831).
- Géographie ancienne, historique et comparée des Gaules (3 Bände, 1839, neue Ausgabe 1862).
- Histoire de la vie et des ouvrages de la Fontaine (1820 und 1840).
- Histoire de la vie et des poésies d’Horace.
- Mémoires touchant la vie et les écrits de Marie de Rabutin-Chantal.
- mit P. Gervais: Histoire naturelle des insectes (4 Bände, 1836–1847).
- Collection des relations de voyages par mer et par terre : en differentes parties de l’Afrique depuis 1400 jusqu’à nos jours Vol. 6. Paris, 1842.

1845 veröffentlichte er die Arbeiten von Jean de La Bruyère im Originaltext: Les caractères de Théophraste, traduits du grec; avec les caractères ou les moeurs de ce siècle, par La Bruyère, erschienen bei Firmin Didot in Paris.